# Francis Cabot Lowell
Francis Cabot Lowell (Newburyport, 7 aprile 1775 – Boston, 10 agosto 1817) è stato un imprenditore statunitense.
Membro della talentuosa famiglia Lowell del Massachusetts, fu il principale fondatore di ciò che si dice sia stato il primo stabilimento tessile al mondo in cui venivano eseguite tutte le operazioni di conversione del cotone grezzo in stoffe finite.
Durante una visita nelle isole britanniche (1810-12) Lowell studiò attentamente le industrie tessili del Lancashire e della Scozia. Di ritorno negli Stati Uniti, fondò assieme a Patrick Tracy Jackson (suo cognato) e Nathan Appleton la Boston Manufacturing Company a Waltham, in Massachusetts (1812; lo stabilimento venne costruito nel 1813-14). Assieme all'inventore Paul Moody ideò un efficiente telaio meccanico, nonché appositi apparecchi per la filatura. Le condizioni di lavoro nella sua fabbrica e le dimore per gli operai che fece costruire furono esemplari per la loro epoca.